# Jména
Jména (2003) je výběrové album Jiřího Suchého. Obsahuje 21 písniček se Suchého texty (s výjimkou Cecilie), které mají v názvu (převážně ženská) jména. Písně jsou převzaté ze starších alb, pouze poslední, „bonusová“ Zdvořilý Woody, vyšla v této verzi poprvé až na albu Písničky (1956-1964) z roku 1996.

## Písničky
1. Klementajn (Clementine – tradicionál)
  - Jiří Suchý; Orchestr Ferdinanda Havlíka – SP, 1963
2. Tereza (Jiří Šlitr)
  - Jiří Suchý; C & K Vocal, Orchestr Ferdinanda Havlíka; arr. Jiří Cerha – Evergreeny ze Semaforu, 1987
3. Betty (Jiří Šlitr)
  - Jiří Suchý, Pavlína Filipovská; Ferdinand Havlík se svým orchestrem – SP, 1965
4. Tak jako ten Adam (Jiří Šlitr)
  - Jiří Suchý, Jiří Jelínek, sbor divadla Semafor; Swing Band Ferdinanda Havlíka – SP, 1963
5. Pojď sem blíž (Andula) (anonym)
  - Jiří Suchý – 3LP Divadlo Semafor 1970-1985, 1985
6. Cecilie (Umbriago – Irving Caesar / Jimmy Durante, český text Jan Werich)
  - Jiří Suchý, Sbor Lubomíra Pánka; Karel Vlach se svým orchestrem – SP, 1965
7. Magdaléna (Pretty Baby – Gus Kahn, Egbert Van Alstyne, Tony Jackson)
  - Jiří Suchý; Skupina Jiřího Bažanta – Toulaví zpěváci, 1970
8. Lili (Jiří Šlitr)
  - Jiří Suchý; Orchestr divadla Semafor – Písničky a povídání ze Semaforu 2, 1985
9. Láďo, ty ještě spíš (Karel Svoboda)
  - Jitka Zelenková, Sbor orchestru Ladislava Štaidla; Ladislav Štaidl se svým orchestrem; arr. Karel Svoboda – Zázemí, 1979
10. Minulou neděli (Lída) (Ferdinand Havlík)
  - Jiří Suchý, Jitka Molavcová; Orchestr Ferdinanda Havlíka; arr. Ferdinand Havlík – EP Jonáš dejme tomu v úterý, 1985
11. Kam se asi René žene (Ferdinand Havlík)
  - Jiří Suchý; Orchestr Ferdinanda Havlíka – SP, 1982
12. Áda (Ferdinand Havlík)
  - Semafor Girls; Ferdinand Havlík se svým orchestrem; arr. Ferdinand Havlík, František Sojka – Básníci a sedláci, 1971
13. Theo, já tě mám tolik ráda (Jiří Suchý)
  - Jana Malknechtová; Ferdinand Havlík se svým orchestrem – živá nahrávka ze Semaforu (LP Zuzana není pro nikoho doma, 1964)
14. Píseň pro dva (Markéta) (Ferdinand Havlík)
  - Jiří Suchý, Jitka Molavcová; Orchestr divadla Semafor, řídí Ferdinand Havlík – EP Písničky a povídání ze Semaforu, 1984
15. Slečna Mici (Jiří Šlitr)
  - Jiří Šlitr; Skupina divadla Semafor – 1966, živá nahrávka ze Semaforu (Písničky a povídání ze Semaforu 2, 1985)
16. Pro Kiki (Jiří Šlitr)
  - Hana Hegerová; Studijní skupina tradičního džezu – SP, 1964
17. Tommy (Vánoční kovbojská) (Jiří Šlitr)
  - Jiří Suchý, Jiří Grossmann; Country Beat Jiřího Brabce; arr. Jiří Brabec – Vánoční pohlednice, 1967
18. Písnička pro Zuzanu (Jiří Šlitr)
  - Jiří Suchý; C & K Vocal, Orchestr Ferdinanda Havlíka; arr. Ferdinand Havlík – Evergreeny ze Semaforu 2, 1989
19. Margareta (Jiří Šlitr)
  - Jiří Suchý a sbor; Ferdinand Havlík se svým orchestrem – LP Jonáš a dr. Matrace, 1969
20. Babeta (Jiří Šlitr)
  - Jiří Šlitr, Jiří Suchý a sbor; Ferdinand Havlík se svým orchestrem – SP, 1964
21. Zdvořilý Woody (Jiří Šlitr)
  - Jiří Suchý; Akord club – živá nahrávka z Reduty 31. prosince 1957 (CD Písničky (1956–1964), 1996)